# Памятник Николаю II (Белград)
Памятник Николаю II (полный вариант — памятник российскому царю Николаю II, сербохорв. Споменик руском цару Николају II / Spomenik ruskom caru Nikolaju II) воздвигнут осенью 2014 года в центре столицы Сербии Белграде в сквере Косовской девушки (сербохорв. Косовке девоjке), посвящён памяти последнего императора всероссийского Николая II (1868—1918). Монумент был преподнесён в дар Республике Сербия и Белграду Российским военно-историческим обществом и Российской Федерацией.
В ноябре 2017 года по инициативе сербской стороны сквер Косовской девушки был торжественно переименован в Александров парк в память о погибших в авиакатастрофе под Сочи декабря 2016 года участниках Ансамбля песни и пляски Российской армии имени А. В. Александрова.

## Памятник
Памятник был изготовлен, доставлен и сооружён по инициативе и под покровительством президента Сербии Томислава Николича на средства Российского военно-исторического общества при содействии Фонда исторической перспективы. Белградские городские власти издали постановление о возведении монумента 11 апреля 2014 года.
Бронзовая статуя Николая II была отлита в России скульпторами Андреем Ковальчуком и Геннадием Правоторовым в первой половине 2014 года и доставлена в Белград по частям в трёх грузовиках. Монумент весит более 40 т (из них сама скульптура 3 т), его высота 7,5 м, а высота скульптуры — 3,5 м. Андрей Ковальчук констатирует:

Памятник создан по канонам классицизма, который достаточно редок в Европе нашего времени.

Точно на этом месте до 1944 года находилось здание бывшего посольства Российской империи, куда в ходе ожесточённых боёв Красной Армии и НОАЮ за освобождение столицы страны с вермахтом угодила германская бомба. Взрыв привёл к полному разрушению здания и человеческим жертвам. В единый ансамбль с нынешним монументом вписан посвящённый посольству памятный камень, который разработал и изготовил сербский скульптор Зоран Туцич.
Статуя Николая II была воздвигнута на гранитное основание и постамент 13 сентября 2014 года. На лицевой стороне постамента высечена надпись в три строки: «Николай II / российский царь / 1868—1918» (Николаj II / руски цар / 1868—1918). На его боковых сторонах воспроизведён отрывок из письма императора будущему королю Югославии Александру I Карагеоргиевичу от июля 1914 года на русском и сербском языках:

Все мои усилия будут направлены к соблюдению достоинства Сербии… Ни в коем случае Россия не останется равнодушной к судьбе Сербии.

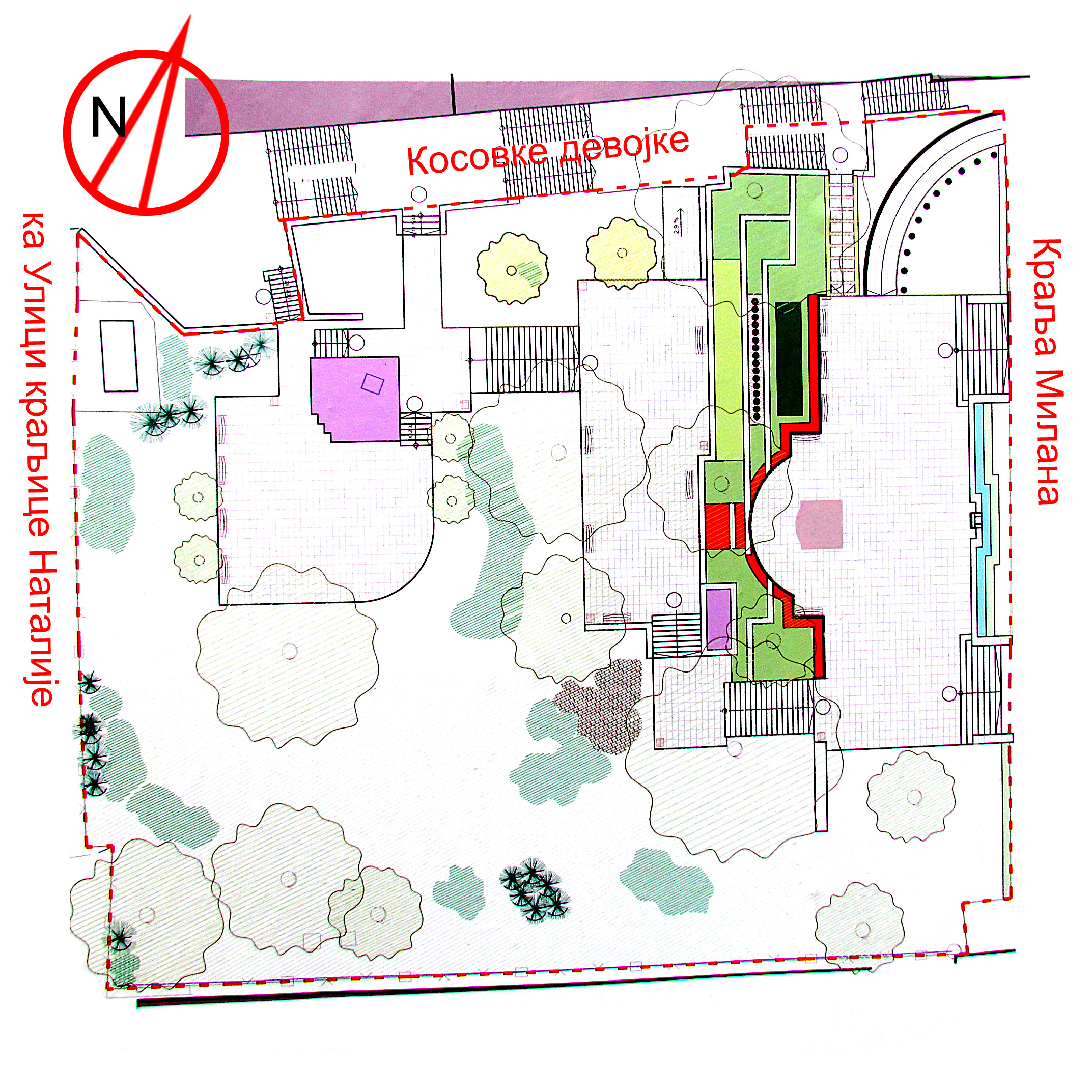
Расположение памятника в сквере Косовской девушки.

Оригинальный текст (серб.)Сви моји напори биће усмерени на очување достојанства Србије… Ни у ком случају Русија неће бити равнодушна према судбини Србије.

## Окружение
Одновременно с возведением монумента были произведены работы по ландшафтному дизайну окружающего пространства сквера Косовской девушки (сербохорв. Девојачки парк) общей площадью около 0,2 га. По проекту архитектора Янки Крстич (Јанка Крстић) он был разбит на каскад из соединённых ступенями трёх террас, нисходящих от ул. Короля Милана (бывш. ул. Маршала Тито) с расположенными по другую сторону улицы парком Андричев венац и зданиями президентского дворца («Нови-двор») и городской скупщины («Стари-двор»), лицом к которым стоит скульптура Николая II, вниз до «Русского дома» на ул. Королевы Наталии (бывш. ул. Народного Фронта).
Сквер благоустроили работники белградского предприятия ЈПК «Зеленило — Београд» совместно с российскими специалистами. При декоративной отделке, в числе прочего, использовался строительный камень, преподнесённый в дар властями Македонии и Болгарии.
До появления описываемого памятника в столице Сербии существовало два места памяти о последнем российском царе. На белградском Новом кладбище в 1935 году воздвигнут мемориал «Русской славы», на котором написано: «Вечная память императору Николаю II и 2 000 000 русских воинов Великой войны». Кроме того, в 2013 году в расположенном рядом со сквером Косовской девушки «Русском доме» установлен бюст Николая II.

## Открытие
Торжественное открытие и освящение монумента Николаю II по православному канону состоялись 16 ноября 2014 года в рамках программы памятных мероприятий, приуроченных к 100-летию начала Первой мировой войны. Чин освящения с окроплением и возложением венка был исполнен прибывшим в Сербию с трёхдневным визитом патриархом Московским и всея Руси Кириллом и патриархом Сербским Иринеем. Перед этим оба иерарха отслужили совместную литургию в храме Святого Саввы на Врачаре.
Помимо предстоятелей РПЦ и Сербской православной церкви и сопровождавших их клириков, на официальной церемонии открытия присутствовали президент Сербии Томислав Николич, министр строительства и урбанизации Велимир Илич, другие члены правительства Республики Сербия, мэр Белграда Синиша Мали, сити-менеджер Горан Весич и многочисленные жители столицы.

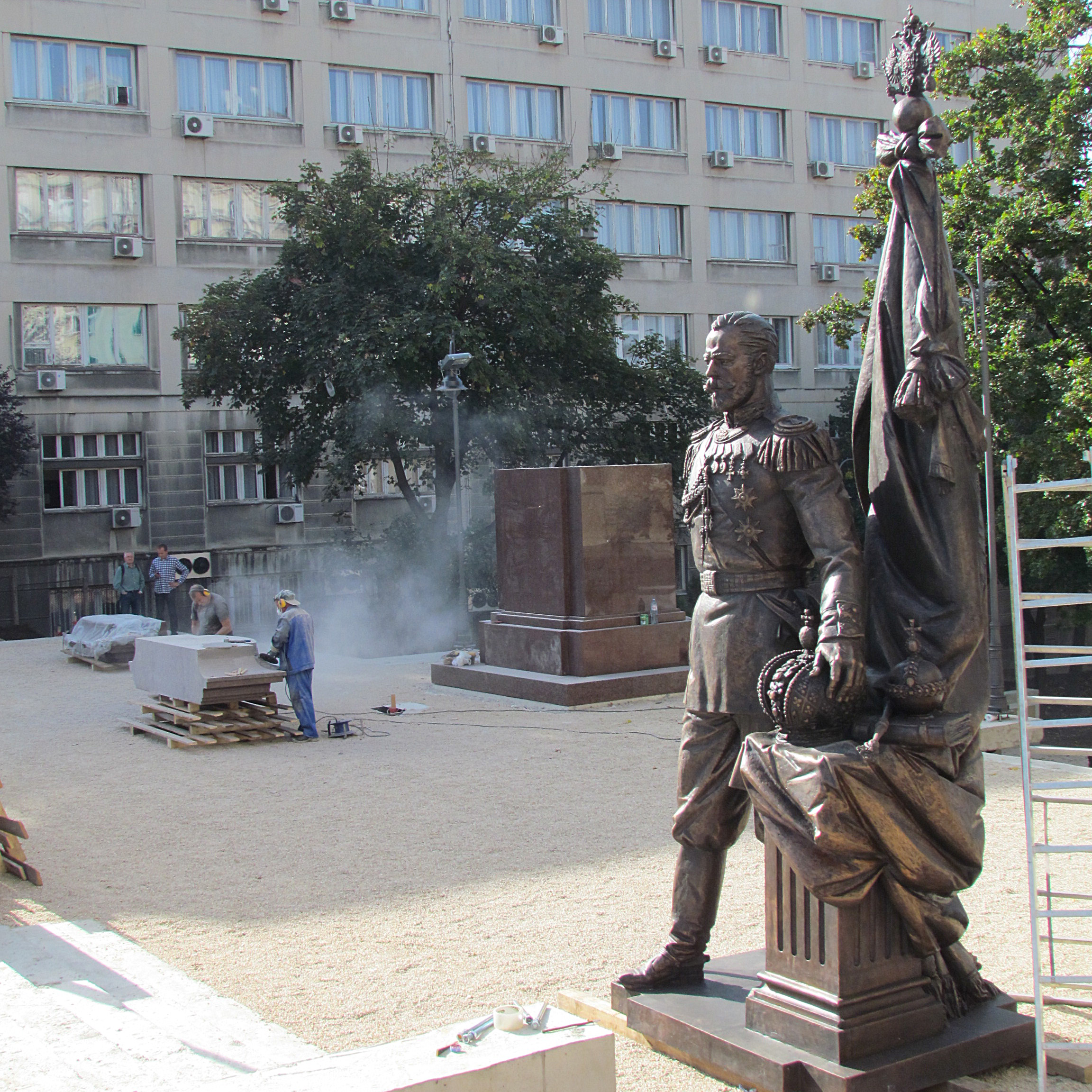
Скульптура перед монтажом на постамент.

Официальную делегацию российской стороны возглавили первый зампредседателя Совета Федерации Федерального Собрания России Александр Торшин, председатель Российского военно-исторического общества и министр культуры России Владимир Мединский, глава Россотрудничества Константин Косачёв, президент Фонда исторической перспективы Наталия Нарочницкая, а также посол России в Сербии Александр Чепурин.
В своей речи патриарх Кирилл отметил:

Замечательно, что первый памятник в его [Николая II] честь за пределами России был воздвигнут здесь, в Белграде… В русском языке слова «память» и «памятник» имеют один корень. И дай Бог, чтобы этот памятник помогал сохранять память об императоре Николае II, жизнь свою и царство своё положившем во имя свободы сербского народа и во имя верности тем обязательствам, которые он принял перед своими союзниками. И дай Бог, чтобы об этой правде никогда не забывали ни в Сербии, ни в России, потому что она всё равно прорастёт как трава через асфальт, ибо правду нельзя разрушить, она принадлежит Богу, а Бог вечен.

В ответном слове президент Николич, в частности, сказал: «Этот памятник в самом сердце Белграда сияет во славу царя-страстотерпца Николая II как символ вечной победы добра и справедливости, жертвы правителя и человека», который «пожертвовал короной, царством и жизнью, чтобы спасти Сербию». Далее президент страны процитировал слова патриарха Кирилла о том, что до сих пор есть немало людей, которые хотели бы навсегда искоренить память о царственных страстотерпцах, и заверил: «Хочу сказать здесь и сейчас, что этого в Сербии никогда не произойдёт».